# Lijst van rijksmonumenten in Westervelde
De plaats Westervelde telt 13 inschrijvingen in het rijksmonumentenregister. Hieronder een overzicht.
| Object                                                                              | Oorspronkelijke functie? | Bouwjaar | Architect | Locatie                                                  | Coördinaten?                 | Nr.?   | Afbeelding                                                   |
| ----------------------------------------------------------------------------------- | ------------------------ | --- | --------- | -------------------------------------------------------- | ---------------------------- | ------ | ------------------------------------------------------------ |
| Boerderij met rechte eindgevel                                                      | Boerderij                | 1821 |           | Hoofdweg 2                                               | 53° 3' 13" NB, 6° 26' 37" OL | 30802  | Meer afbeeldingen                                            |
| Boerderij met achterbaander en woondeel met rechte eindgevel                        | Boerderij                | begin 19e eeuw |           | Hoofdweg 3                                               | 53° 3' 11" NB, 6° 26' 40" OL | 30803  | Meer afbeeldingen                                            |
| Boerderij met achterbaander, aangebouwde bijschuur en woondeel met rechte eindgevel | Boerderij                | 1824 |           | Hoofdweg 5                                               | 53° 3' 10" NB, 6° 26' 40" OL | 30804  | Meer afbeeldingen                                            |
| Huis te Westervelde (Tonckensborg)                                                  | Kasteel, buitenplaats    | oorspr. verm. middeleeuws eind 17e eeuw (verb.) kort na 1790 (verb./herb.) ca. 1804 (schuur) ca. 1850 (verb. huis) 1964 (rest.) |           | Hoofdweg 19                                              | 53° 2' 60" NB, 6° 26' 43" OL | 30805  | Meer afbeeldingen                                            |
| Keuterijtje met zijbaander en woondeele met rechte eindgevel                        | Boerderij                | begin 19e eeuw |           | Hoofdweg 6                                               | 53° 3' 10" NB, 6° 26' 33" OL | 30806  | Keuterijtje met zijbaander en woondeele met rechte eindgevel |
| Boerderij met woondeel met rechte eindgevel                                         | Boerderij                | begin 19e eeuw |           | Hoofdweg 8                                               | 53° 3' 8" NB, 6° 26' 32" OL  | 30807  | Meer afbeeldingen                                            |
| Huis te Westervelde, tuinkoepel                                                     | Tuin, park en plantsoen  | 18e eeuw |           | bij Hoofdweg 19                                          | 53° 2' 58" NB, 6° 26' 37" OL | 30808  | Meer afbeeldingen                                            |
| Terrein met hunebed D2                                                              | Archeologisch monument   | Neolithicum 1928 (rest.) 1952 (rest.) 1965 (rest.)                                                                              |           | ten noorden van de Hoofdweg aan de oostrand van het dorp | 53° 3' 21" NB, 6° 26' 45" OL | 467465 | Meer afbeeldingen                                            |
| Transformatorhuis in Interbellumstijl                                               | Nutsbedrijf              | 1921 |           | Hoofdweg 14                                              | 53° 3' 3" NB, 6° 26' 34" OL  | 469376 | Transformatorhuis in Interbellumstijl                        |
| Boschlust                                                                           | Boerderij                | ca. 1900 |           | Hoofdweg 7                                               | 53° 3' 9" NB, 6° 26' 37" OL  | 469378 | Meer afbeeldingen                                            |
| Boschlust, stookhut                                                                 | Boerderij                | ca. 1900 |           | bij Hoofdweg 7                                           | 53° 3' 9" NB, 6° 26' 37" OL  | 469379 | Meer afbeeldingen                                            |
| De Jufferen Lunsingh                                                                | Boerderij                | 1700 (woonhuis, oudste deel) ca. 1880 (schuur) ca. 1910 (woonhuis)                                                              |           | Hoofdweg 13                                              | 53° 3' 4" NB, 6° 26' 39" OL  | 469381 | Meer afbeeldingen                                            |
| De Jufferen Lunsingh, stookhut                                                      | Boerderij                | 1850-1900 |           | bij Hoofdweg 13                                          | 53° 3' 4" NB, 6° 26' 39" OL  | 469382 | Meer afbeeldingen                                            |